# Окман, Уилер
Уи́лер О́кман (англ. Wheeler Oakman; Пустой шаблон {{ВД-Преамбула}} ) — американский актёр театра и кино.

## Биография
Вивиан Эйхельбергер (англ. Vivian Eichelberger — настоящее имя актёра) родился 21 февраля 1890 года в Вашингтоне.
Выступал на сценах театров на востоке США. Видный представитель немого кино США. С 1912 по 1948 год У. Окман снялся в более чем 280 кино-, телефильмах и сериалах. Часто играл главные роли героев-любовников вместе с такими «звёздами экрана», как Присцилла Дин, Кэтлин Уильямс, Коллин Мур и Аннет Келлерман.
Специализировался на ролях злодеев, играя не был просто «плохих парней», высокий, крепкого телосложения, утонченного вида, почти патрицианского типа, он мог эффективно играть хладнокровных боссов мафии, ловких бизнесменов, жадных земельных баронов, общительных банкиров, которые тайно возглавляют местную бандитскую среду и пр. С другой стороны, актёр мог с равным успехом играть профессоров колледжей, героических армейских офицеров и крутых детективов из больших городов. Снимался во всех жанрах, от высоких драм в топ-рейтинге MGM до низкопробных работ.
С 1920 по 1926 год был женат на актрисе Присцилле Дин, позже — на Мэри Элоизе Тимоти.
После появления звуковых фильмов его карьера пошла на спад.

## Избранная фильмография
- 1948 — Супермен (фильм, 1948)
- 1947 — Брик Брэдфорд (ТВ-сериал)
- 1947 — Джек Армстронг (ТВ-сериал)
- 1946 — Сын стражника
- 1946 — В быстрой компании
- 1946 — Хоп Хэрриган
- 1945 — Обделенные жены
- 1945 — Бренда Старр, Репортер
- 1945 — Мать и отец
- 1944 — Чемпионы трущоб
- 1944 — Трое из вида
- 1943 — Девушка из Монтеррей
- 1943 — Призраки на свободе
- 1943 — Человек-обезьяна
- 1943 — Приключения улыбчивого Джека
- 1942 — Ввалиться
- 1942 — Полуночный трактир
- 1942 — А вот и тетя Эмма!
- 1941 — Девушка по вызову
- 1940 — Люди со стальными лицами
- 1939 — Погребенные
- 1939 — Корабль с пытками
- 1939 — Мутация в большом доме
- 1939 — Бак Роджерс
- 1939 — Вновь одинокий рейнджер
- 1938 — Марк атакует мир
- 1938 — Красный Барри
- 1938 — Техасцы
- 1938 — Путешествие Флэша Гордона на Марс
- 1937 — Радио патруль
- 1937 — Рабы в бондаре
- 1937 — Сигнализация в банке
- 1936 — Убийство в воздухе
- 1936 — Келли Вторая
- 1936 — Тузы и восьмерки
- 1936 — Тёмная Африка
- 1935 — Смерть на расстоянии
- 1935 — Специальный агент
- 1935 — Приключения Рекса и Ринти
- 1935 — Рождённый для игры
- 1935 — Женщина из заголовков
- 1935 — Джимены
- 1935 — Дело о любопытной новобрачной
- 1935 — Призрачная империя
- 1935 — Зыбучий песок
- 1934 — Убийство в облаках
- 1934 — Под прикрытием
- 1934 — В старом Санта Фе
- 1934 — Дни на передовой
- 1934 — Оператор 13
- 1934 — Затерянные джунгли
- 1934 — Палука
- 1933 — Грязные деньги
- 1933 — Бродвей через замочную скважину
- 1932 — Конец заключения
- 1932 — Западный код
- 1932 — Закон с двумя кулаками
- 1932 — Техасский циклон
- 1931 — Грешница
- 1929 — Представление представлений
- 1929 — Шоу снова здесь
- 1929 — Вечеринка
- 1928 — Власть прессы
- 1928 — Когда город спит
- 1928 — Огни Нью-Йорка
- 1921 — Пеков шалопай
- 1920 — Вне закона
- 1919 — Возвращение в страну Бога
- 1918 — Микки
- 1916 — Адская петля
- 1914 — Негодяи